# Macintosh Centris
Macintosh Centris  è una serie di computer Macintosh prodotti nel 1993 e basati sul Motorola 68LC040 o 68040. Questo nome è stato scelto per indicare al compratore che stava scegliendo un computer intermedio tra il Quadra e il Performa. Infatti il Centris costava meno del Quadra ma aveva prestazioni superiori a quelle offerte dal Performa.
La serie venne inaugurata col Centris 610 e il Centris 650 presentati nel marzo del 1993. Sei mesi dopo la serie si arricchiva del Centris 660AV.
Il nome "Centris" venne abbandonato dato che creava confusione negli utenti, Apple aveva troppe linee diverse e quindi decise di riorganizzarle e semplificarle. I Centris 610 e 650 vennero rimpiazzati sei mesi dopo dai Quadra 610 e 650, che erano contenuti nello stesso case ed erano dotati di una CPU più veloce. Il modello a 20 MHz venne portato a 25 MHz e il modello a 25 MHz venne innalzato a 33 MHz, il Centris 660AV venne rinominato Quadra 660AV e venne presentato senza modifiche di sorta rispetto al Centris.

## Lista modelli

### Motorola 68040

#### Macintosh Centris 650
Successivamente commercializzato come Macintosh Quadra 650.

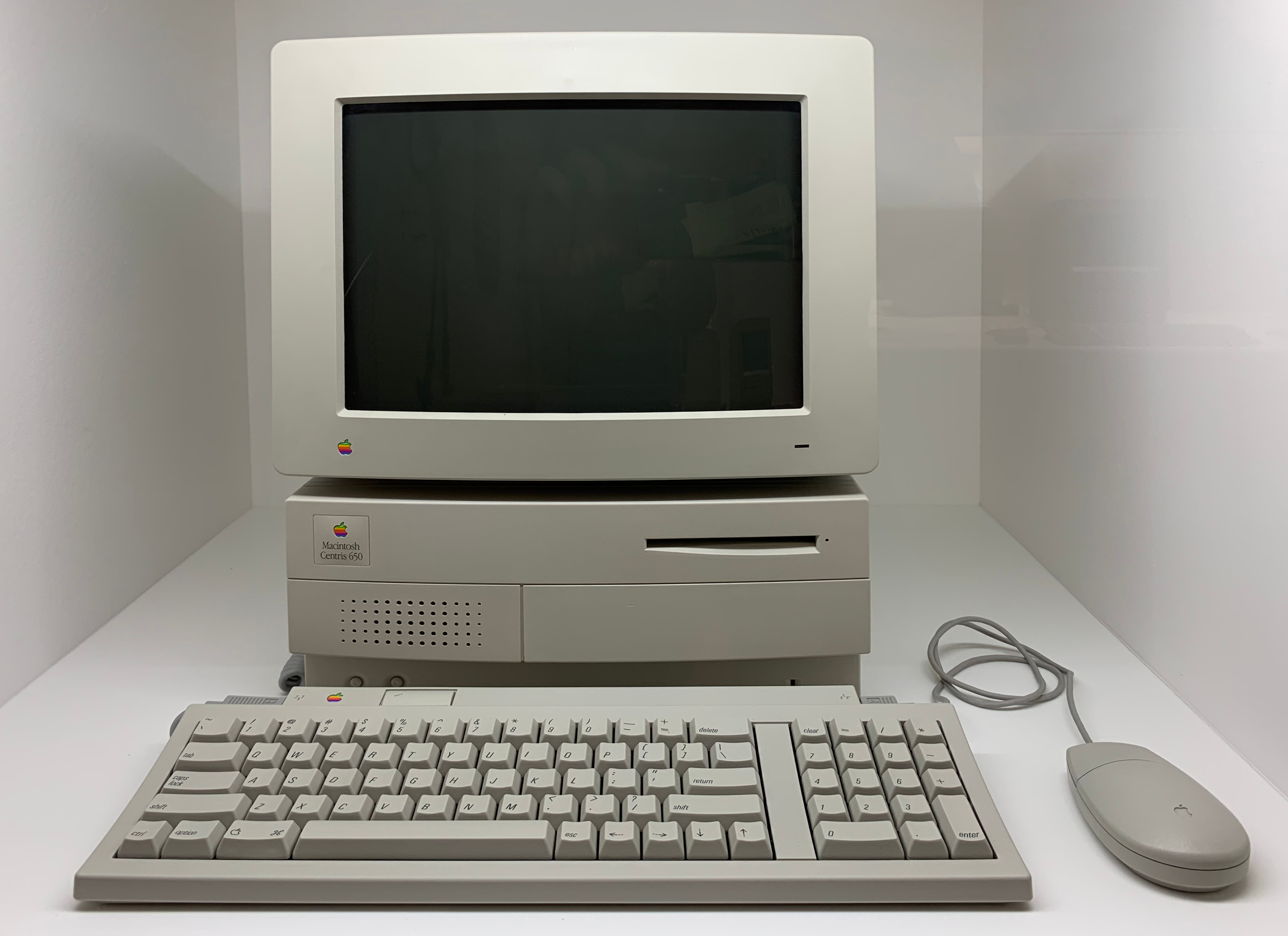
Macintosh Centris 650

Il Centris 650 inizialmente utilizzava un 68LC040 CPU a 25 MHz, il modello successivo utilizzava un 68040 completo.  Utilizza il case del Macintosh IIvx e Macintosh IIvi e lo stesso case fu utilizzato anche del Macintosh Quadra 650 e della linea Power Macintosh 7100.

#### Macintosh Centris 660av

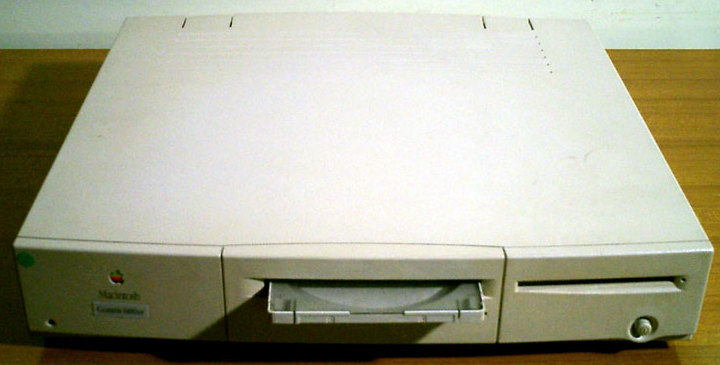
Macintosh Centris 660av

Il Centris 660AV usa un 68040 a 25 MHz e un DSP della AT&T. Come gli altri computer "AV" è dotato di ingressi e uscite per il video.

### Motorola 68LC040

#### Macintosh Centris 610
Il Centris 610, introdotto nel marzo 1993, usa un 68LC040 a 20 MHz, senza coprocessore matematico. Il case è di tipo desktop (i case dove di solito si appoggia il monitor).  Lo stesso case verrà utilizzato nel Quadra 610 e nella linea Power Macintosh 6100. Apple offriva la possibilità di aggiornare il computer sostituendo la scheda madre, ma gli aggiornamenti erano considerati costosi e quindi non riscossero molto successo tra il pubblico.